# Кирилівка (зупинний пункт)
Кири́лівка — залізничний пасажирський зупинний пункт Одеської дирекції Одеської залізниці на лінії Побережжя — Підгородна.
Розташований біля села Кумарі Врадіївського району Миколаївської області між станціями Кам'яний Міст (8 км) та Врадіївка (8 км).
На платформі зупиняються приміські поїзди.